# GALAXY (BUCK-TICKの曲)
「GALAXY」（ギャラクシー）は、日本のロックバンド、BUCK-TICKが2009年1月14日にBMG JAPANよりリリースした28作目のシングル。

## 概要
アルバム『memento mori』の先行シングル第2弾。
初回盤は「GALAXY」のPVとメイキングを収録したDVD付。

## 収録曲
1. GALAXY (4:19)
  - 作詞：櫻井敦司、作曲：今井寿、編曲：BUCK-TICK
2. セレナーデ-愛しのアンブレラ- (5:13)
  - 作詞・作曲：今井寿、編曲：BUCK-TICK

## 参加ミュージシャン
- 櫻井敦司 - ボーカル
- 今井寿 - ギター、ノイズ、コーラス
- 星野英彦 - ギター
- 樋口豊 - ベース
- ヤガミトール - ドラムス

### サポートミュージシャン
- 横山和俊 - マニピュレート、キーボード

## 収録アルバム
- 『memento mori』(#1・2)
- 『CATALOGUE ARIOLA 00-10』(#1)
- 『CATALOGUE 1987-2016』(#2)
- 『CATALOGUE THE BEST 35th anniv. 』(#2)